# Aleš Krátoška
Aleš Krátoška (* 6. Oktober 1974 in Pacov, Tschechoslowakei) ist ein ehemaliger tschechischer Eishockeyspieler.

## Karriere
Aleš Krátoška stammt aus dem Nachwuchs des HC České Budějovice, für den er in der U18- und U20-Extraliga spielte. Zudem kam er zu Einsätzen beim HC Tábor aus der 1. Liga, bevor er 1996 zum HC Vítkovice wechselte. Für Vítkovice ging er sowohl in der Extraliga als auch in der European Hockey League aufs Eis.
1999 entschloss er sich zu einem Wechsel ins europäische Ausland und absolvierte jeweils eine Spielzeit für Ässät Pori und die Pelicans aus der finnischen SM-liiga. 2001 kehrte er nach Tschechien zurück und wurde vom HC Plzeň unter Vertrag genommen. Weitere Stationen der folgenden Jahre waren der HC Slavia Prag, der HC Energie Karlovy Vary, der HC Mladá Boleslav und sein Heimatverein HC České Budějovice. Mit Slavia Prag wurde er 2003 Tschechischer Meister.
Im Sommer 2006 wechselte der Linksschütze zu den Trondheim Black Panthers in die norwegische GET-ligaen. Ein Jahr später wurde er von den Landshut Cannibals verpflichtet, wo er 2009 seine Karriere beendete. 

## Erfolge und Auszeichnungen
- Tschechischer Meister 2003
- Bester Vorlagengeber der Playoffs 2002/03